# Fort bij Kudelstaart

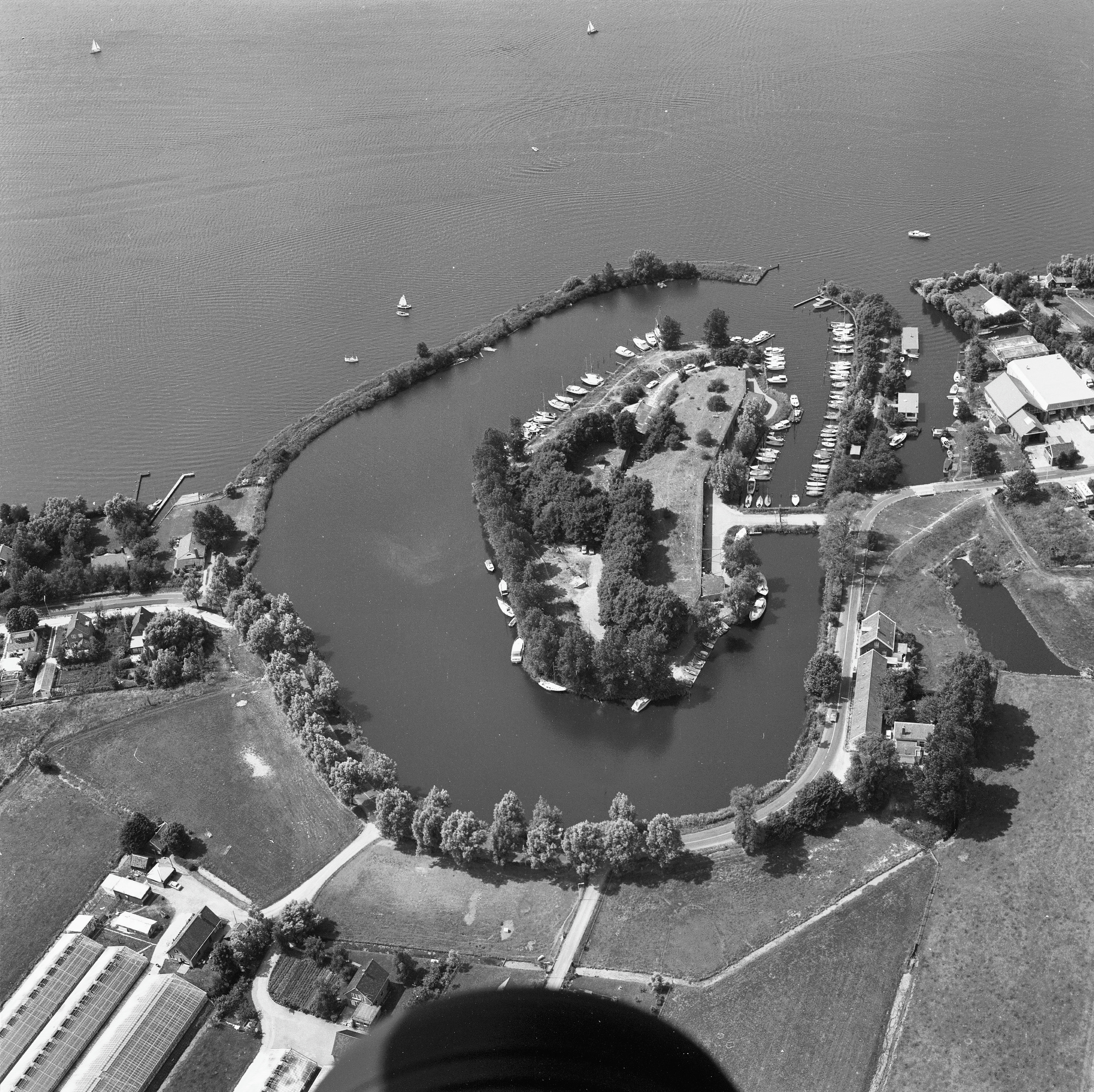
Fort bij Kudelstaart vanuit de lucht gezien; 1977.

Het Fort bij Kudelstaart is een fort van de Stelling van Amsterdam. Het fort is gelegen nabij Kudelstaart in Noord-Holland, vlak bij de buurtschap Vrouwentroost.

## Functie
Het Fort Kudelstaart is van het model A. De functie was de toegang van de Kudelstaartseweg en de bevaarbare Westeinderplassen af te grendelen. Achter het fort lag een brug, maar deze is na de Tweede Wereldoorlog vervangen door een dam, zodat voertuigen vracht konden brengen en halen bij het fort. Aan de keelzijde lag een sluis voor de inundatie van de Zuidelijke Legmeerpolder, deze sluis is in 2007 gerestaureerd.

## Bouw
De eerste grondwerkzaamheden voor het fort vonden in 1890 plaats. In 1905-1906 is het fort zelf gebouwd. Het fort ligt enigszins voor de vuurlinie, hierdoor had het fort een vrij schootsveld en werd het niet gehinderd door reeds bestaande bebouwing.
In de frontwal van het fort liggen twee dubbele geschutsemplacementen met betonnen wachtruimten voor de bemanning. Dit is uniek en komt niet voor bij de andere forten van de stelling.

## Gebruik

### Vafamil
De Stichting Vafamil (Vakantie Faciliteiten Militairen) werd in 1963 opgericht. Vafamil verleent faciliteiten op het vlak van vakantie- en vrijetijdsbesteding aan het defensiepersoneel. De stichting mocht van Defensie gratis terreinen gebruiken als kampeerterreinen en jachthavens. Vanaf 1972 werd het fortterrein door Vafamil gebruikt als jachthaven voor vakantievierende militairen. In 2009 is besloten dat de terreinen die de stichting gebruikt, worden afgestoten. Vafamil moest per 1 januari 2015 de terreinen ontruimen en teruggeven aan Defensie.

### Gemeente Aalsmeer koopt fort
In oktober 2014 kwam het fort te koop. Het fort moet ingrijpend gerestaureerd worden wat ongeveer 2 miljoen euro zal kosten. De provincie Noord-Holland heeft hiervoor geld beschikbaar met het doel een duurzaam behoud van het fort en dit toegankelijk te maken voor recreatie en toerisme. Begin 2015 maakte de gemeente Aalsmeer bekend het fort te kopen. Met de aankoop is een bedrag van 270.000 euro gemoeid. Na het vertrek van Vafamil is het beheer in handen van ESA, een organisatie die binnensportaccommodaties in de gemeente beheert. De gemeente was vanaf begin 2016 op zoek naar kandidaten die het fort willen gebruiken. De tender is gewonnen door Sebalt International BV dat er een watersportfort van wil maken met een hotel, congreszalen, restaurant, maritiem café, jachthaven en evenementenlocatie. Het fort wordt uitgebreid met extra hotel en congres capaciteit en een ondergrondse parkeergarage. Dit bleek veel te grootschalig: Unesco keurde dit plan af, de Raad van State vernietigde het bestemmingsplan en de financiële partij van de tenderwinnaar verdween. Dankzij de jarenlange inspanningen van een door bewoners opgerichte stichting, besefte de gemeente Aalsmeer dat dit plan onrealistisch en onhaalbaar was en stopte in 2023 met deze herontwikkeling.

## Tijdlijn
Hieronder een historisch overzicht van het fort:

1890: aardwerk

1893: aanleg sluis

1894: verdedigbaar aardwerk

1897: vestingwerk van de eerste klasse (Koninklijk besluit (KB): 14 augustus 1897, Staatsblad 197)

1906-1907: bouw van de bomvrije gebouwen

1924: fort in gebruik voor de opslag van munitie en materieel

1926: vestingwerk van de derde klasse (KB: 28 mei 1926, Stbl. 156)

1944-1945: onderdeel Duitse Vordere Wasserstellung

1951: vestingwerk van geene klasse (KB: 25 januari 1951, Stbl. 461)

1958-1960: opslagplaats voor diverse diensten

1959: opheffing als vestingwerk (KB: 19 februari 1959, Stbl. 39)

1960: vredesfunctie jachthaven

1 januari 2015: einde beheer door Vafamil

2016: Aalsmeer start tender voor nieuwe beheerder

2018: Nieuwe beheerder aangesteld Zeilfort Kudelstaart bv

December 2020: Nieuwe bestemming vastgesteld door de gemeenteraad Aalsmeer op basis van Masterplan Zeilfort Kudelstaart.
December 2022: Bestemmingsplan vernietigd door de Raad van State
December 2023: Aalsmeer stopt samenwerking met Zeilfort Kudelstaart bv. Einde Zeilfort plan.